# Aromobatidae
Aromobatidae Grant, Frost, Caldwell, Gagliardo, Haddad, Kok, Means, Noonan, Schargel, and Wheeler, 2006 è una famiglia di anfibi Anuri.

## Tassonomia
La famiglia è stata definita in seguito ad una profonda revisione di Grant et al. del 2006, separandola dai Dendrobatidi. Un'ulteriore revisione è stata fatta nel 2017.
La famiglia comprende 130 specie raggruppate in cinque generi compresi a loro volta in 3 sottofamiglie, più una specie di collocazione incerta:
- Sottofamiglia Allobatinae Grant, Frost, Caldwell, Gagliardo, Haddad, Kok, Means, Noonan, Schargel, and Wheeler, 2006 (57 sp.)
  - Allobates Zimmermann and Zimmermann, 1988
- Sottofamiglia Anomaloglossinae Grant, Frost, Caldwell, Gagliardo, Haddad, Kok, Means, Noonan, Schargel, and Wheeler, 2006 (34 sp.)
  - Anomaloglossus Grant, Frost, Caldwell, Gagliardo, Haddad, Kok, Means, Noonan, Schargel, and Wheeler, 2006
  - Rheobates Grant, Frost, Caldwell, Gagliardo, Haddad, Kok, Means, Noonan, Schargel, and Wheeler, 2006
- Sottofamiglia Aromobatinae Grant, Frost, Caldwell, Gagliardo, Haddad, Kok, Means, Noonan, Schargel, and Wheeler, 2006 (38 sp.)
  - Aromobates Myers, Paolillo-O., and Daly, 1991
  - Mannophryne La Marca, 1992

- Incertae sedis:
  - "Prostherapis" dunni Rivero, 1961